# Liptena turbata
Liptena turbata är en fjärilsart som beskrevs av Kirby 1890. Liptena turbata ingår i släktet Liptena och familjen juvelvingar. IUCN kategoriserar arten globalt som livskraftig. Inga underarter finns listade i Catalogue of Life.